# 하정우 (1977년)
하정우(1977년~)는 초대 AI미래기획수석비서관이다.

## 경력
1977년 출생인 하정우는 서울대학교 컴퓨터공학과에서 학사와 석·박사를 수료한 후, 네이버 클로바AI 연구소와 AI랩 등에서 핵심 연구 리더로 활동하였으며, 대통령 직속 디지털플랫폼정부위원회 초거대 공공 AI 태스크포스 팀장, 과학기술계 시민단체인 '바른과학기술사회실현을 위한 국민연합'의 공동대표 및 AI 미래포럼 초대 소장 등을 역임하였다.